# Kiszsidány
Kiszsidány (németül: Roggendorf, horvátul: Lukindrof) község Vas vármegyében, a Kőszegi járásban.

## Fekvése
Kőszegtől 10 kilométerre keletre fekszik. A szomszédos települések: észak felől Peresznye (légvonalban 2, közúton 4 kilométerre), kelet felől Csepreg (6 kilométerre), nyugat felől pedig Horvátzsidány (kevesebb, mint 1 kilométerre). Közigazgatási területének déli része érintkezik még az amúgy távolabb fekvő Tömörd és Kőszegpaty, illetve pontszerűen Kőszeg határszéleivel is.

### Megközelítése
Csak közúton érhető el, Csepregen vagy Horvátzsidányon át, a 8624-es úton.

## Története
A település első írásos említése 1225-ből Terra Sydan alakban származik. Területén az Árpád-korban földvár állt, sáncainak csekély maradványai láthatók. 1412-ben "Poss. Chamazsydan al. nom. Rwkkendorf habitatoribus destituta" néven szerepel oklevélben.
A vár első ismert birtokosa a Csamasz család volt. 1430-ban a Garaiaké, később a Kanizsai, a Nádasdy és az Esterházy családok váltották egymást a birtokosok sorában. A falut a középkorban általában Rokkendorf alakban említik.
A 18. században a faluba németeket telepítettek és német jellegét később is megőrizte. A Horvátzsidányhoz közeli települést később magyarul Németzsidánynak nevezték.
Vályi András szerint „Német Zsidány, Rochendorf. Német falu Sopron Várm. földes Ura Hg. Eszterházy Uraság, lakosai katolikusok, és evangelikusok, fekszik Peresznyének szomszédságában, mellynek filiája; Sopronhoz 4, és Kőszeghez 1 mértföldnyire; hegyes határja 2 nyomásbéli, búzát, rozsot, árpát, zabot, és pohánkát terem, bora savanyú, erdeje, legelője van.”
Fényes Elek szerint „Német-Zsidány (Roggendorf), német falu, Sopron vmegyében, Kőszeghez 1 mfd., 152 evang., 120 kath. lak. Van 320 h. rétje, 40 h. szőlője, 400 hold urasági erdeje. Urbéri egész telek 17 1/8. F. u. h. Eszterházy.”
1910-ben 303, túlnyomórészt német lakosa volt. Sopron vármegye Csepregi járásához tartozott. A második világháború utáni német kitelepítések a községet megkímélték, de elszigeteltsége miatt fokozatosan elsorvadt. Lakosainak száma jelentősen visszaesett. 1946-ban hivatalosan a Kiszsidány nevet kapta. 1950-ben a Csepregi járás településeivel együtt Vas megyéhez csatolták.

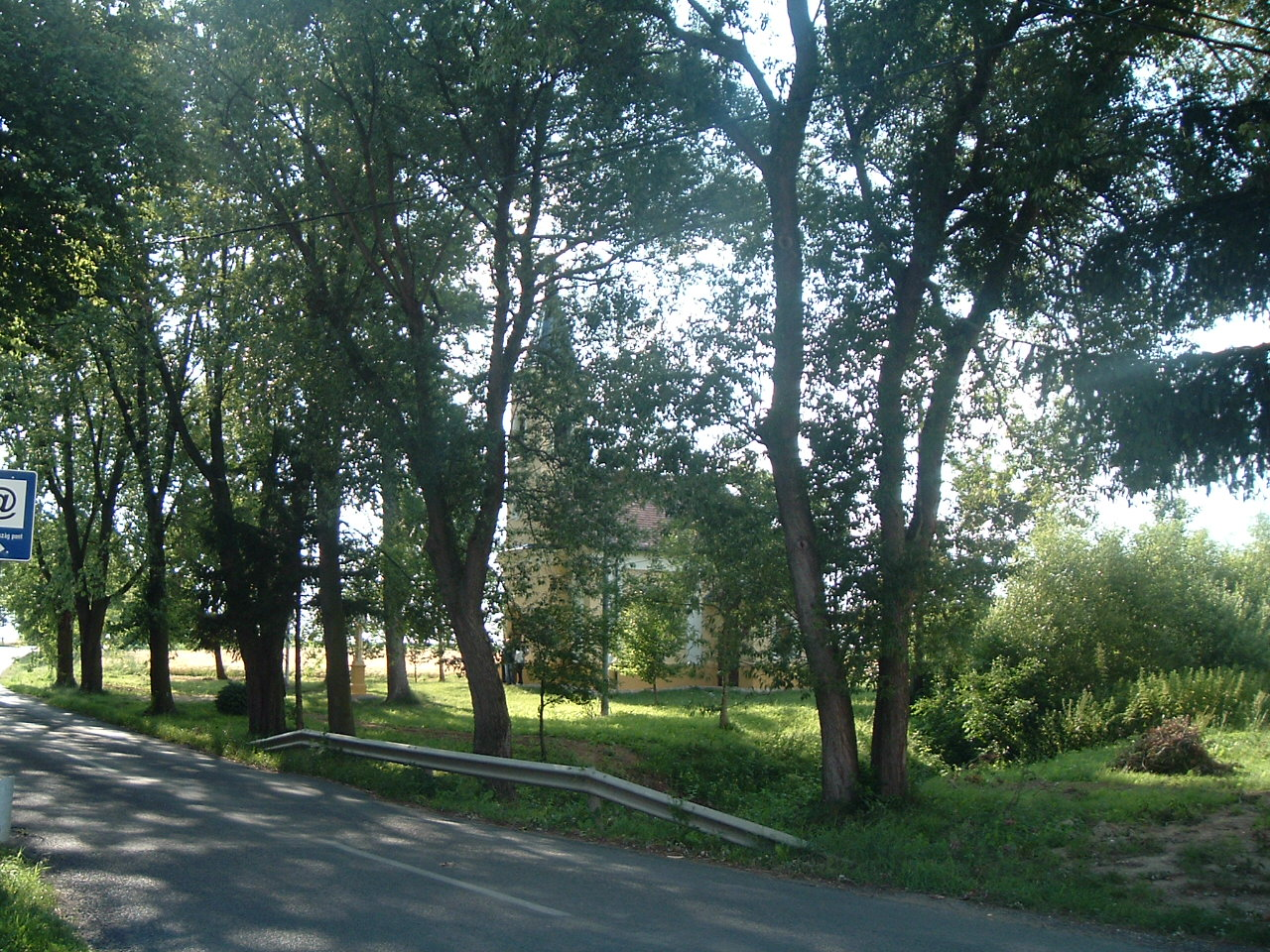
A 8624-es út kiszsidányi szakasza, háttérben a katolikus templommal

## Közélete

### Polgármesterei
- 1990–1994: Bánó Zoltán (független)[6]
- 1994–1998: Schulcz Ferenc (független német kisebbségi[7])
- 1998–2002: Schulcz Ferenc (független német kisebbségi)[8]
- 2002–2006: Bánó Zoltán (Fidesz)[9]
- 2006–2010: Bánó Zoltán (Fidesz)[10]
- 2010–2014: Riesing Andrea (független)[11]
- 2014–2019: Bánó Zoltán (független)[12]
- 2019–2024: Bánó Zoltán (független)[13]
- 2024– : Bánó Zoltán (független)[1]

## Népesség
A település népességének változása:
| Lakosok száma | 87   | 88   | 93   | 83   | 90   | 86   | 89   |
|               | 2013 | 2014 | 2015 | 2021 | 2022 | 2023 | 2024 |

A 2011-es népszámlálás során a lakosok 92,9%-a magyarnak, 52,9% németnek, 2,4% horvátnak mondta magát (5,9% nem nyilatkozott; a kettős identitások miatt a végösszeg nagyobb lehet 100%-nál). A vallási megoszlás a következő volt: római katolikus 43,5%, református 1,2%, evangélikus 37,6%, felekezet nélküli 2,4% (15,3% nem nyilatkozott).
2022-ben a lakosság 87,8%-a vallotta magát magyarnak, 62,2% németnek, 3,3% horvátnak, 3,3% egyéb, nem hazai nemzetiségűnek (5,6% nem nyilatkozott; a kettős identitások miatt a végösszeg nagyobb lehet 100%-nál). Vallásuk szerint 33,3% volt evangélikus, 32,2% római katolikus, 5,6% felekezeten kívüli (28,9% nem válaszolt).

## Nevezetességei
- Római katolikus templom

A falu egyházilag 1788 előtt Horvátzsidányhoz tartozott, önálló plébániáját abban az évben alapították. Első templomát Keresztelő Szent János nevére szentelték, de azt 1878-ban visszabontották. Újjáépítése során az elrendezését megfordították és az így felépített új templomot 1882-ben a Szűz Mária nevére szentelték. A kis méretű templom az országútnak (a 8624-es útnak) a faluval átellenes, északi oldalán áll, tornyát a homlokzatba építették, a hajónál keskenyebb szentélyhez az egyik oldalon sekrestye is kapcsolódik.
- Evangélikus harangláb
- Csamaszvár sáncai
- Kiszsidányi-forrás

A falu szélén található forrás az Írottkő Natúrpark legjobban kiépített és karbantartott forrásai közé tartozik. A forrásfoglalás mellett szalonnasütő helyet alakítottak ki, fedett pihenőasztalokkal és -padokkal, jó minőségű, enyhén lúgos kémhatású vizét pedig ma is sokan fogyasztják. A forráshoz kapcsolódó élő helyi szokás a pünkösd szombatokon tartott „forráskút-rámolás”, a 18. évüket frissen betöltött helyi fiatalok felnőtté avatási hagyománya: a felavatandó legényeknek ilyenkor le kell mászniuk a kővel kirakott forrásmedencébe és onnan legalább egy vödörnyi homokot kimeríteniük.
- Rododendron-kert

Bánó István erdőmérnök, a kámoni arborétum egykori igazgatója által a saját itteni hétvégi telkén létrehozott gyűjtemény, melyben az 1980-as évekbeli alapítása óta mintegy 70 faj és fajta nyílik. A gyűjtemény, mely ma is a család tulajdonában áll, májusban, a fővirágzás idején nyílt napokon, illetve előzetes egyeztetés mellett más alkalmakkor is látogatható.

## Képgaléria

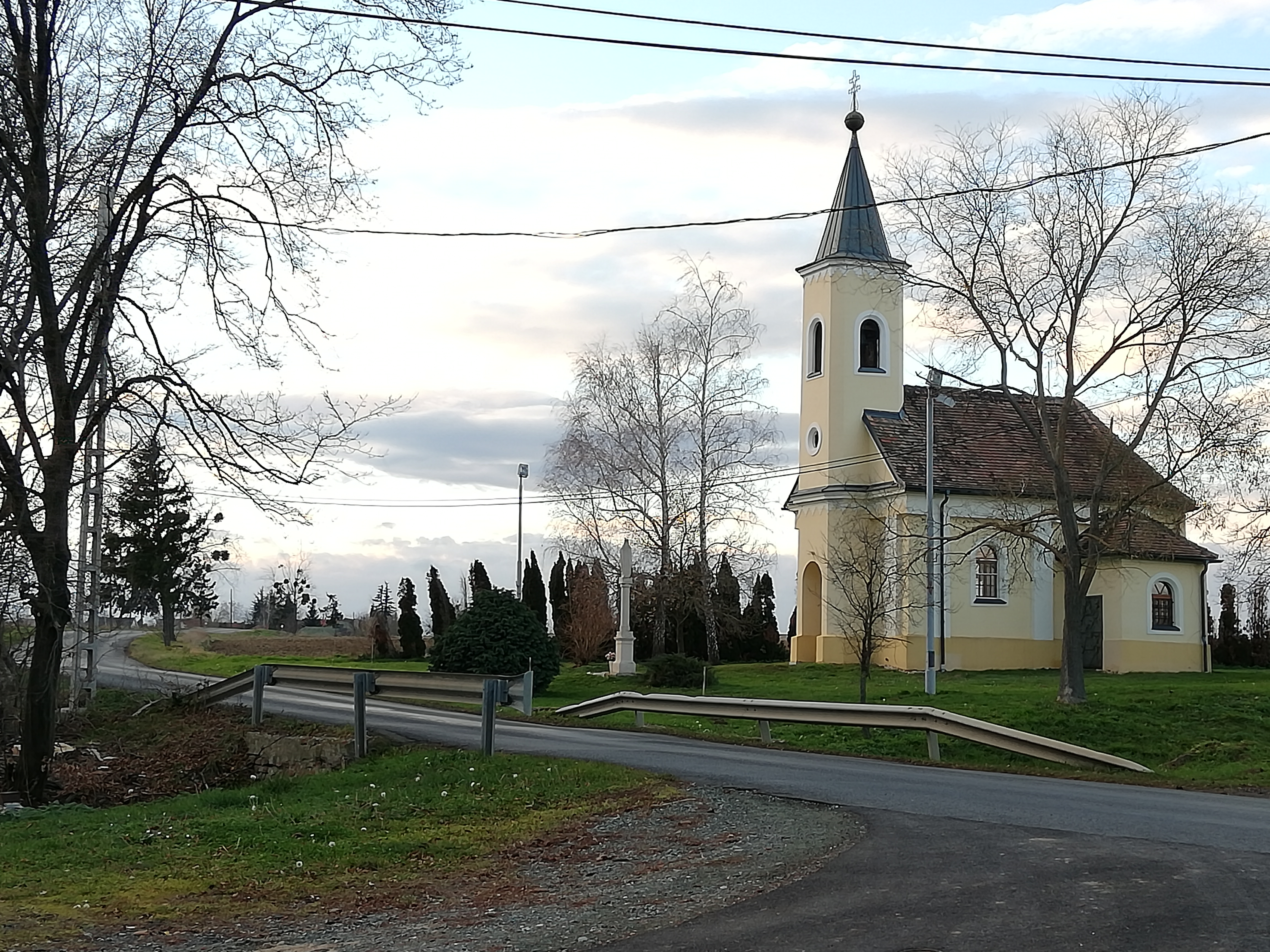
A kiszsidányi Szűz Mária neve templom a 8624-es úttal
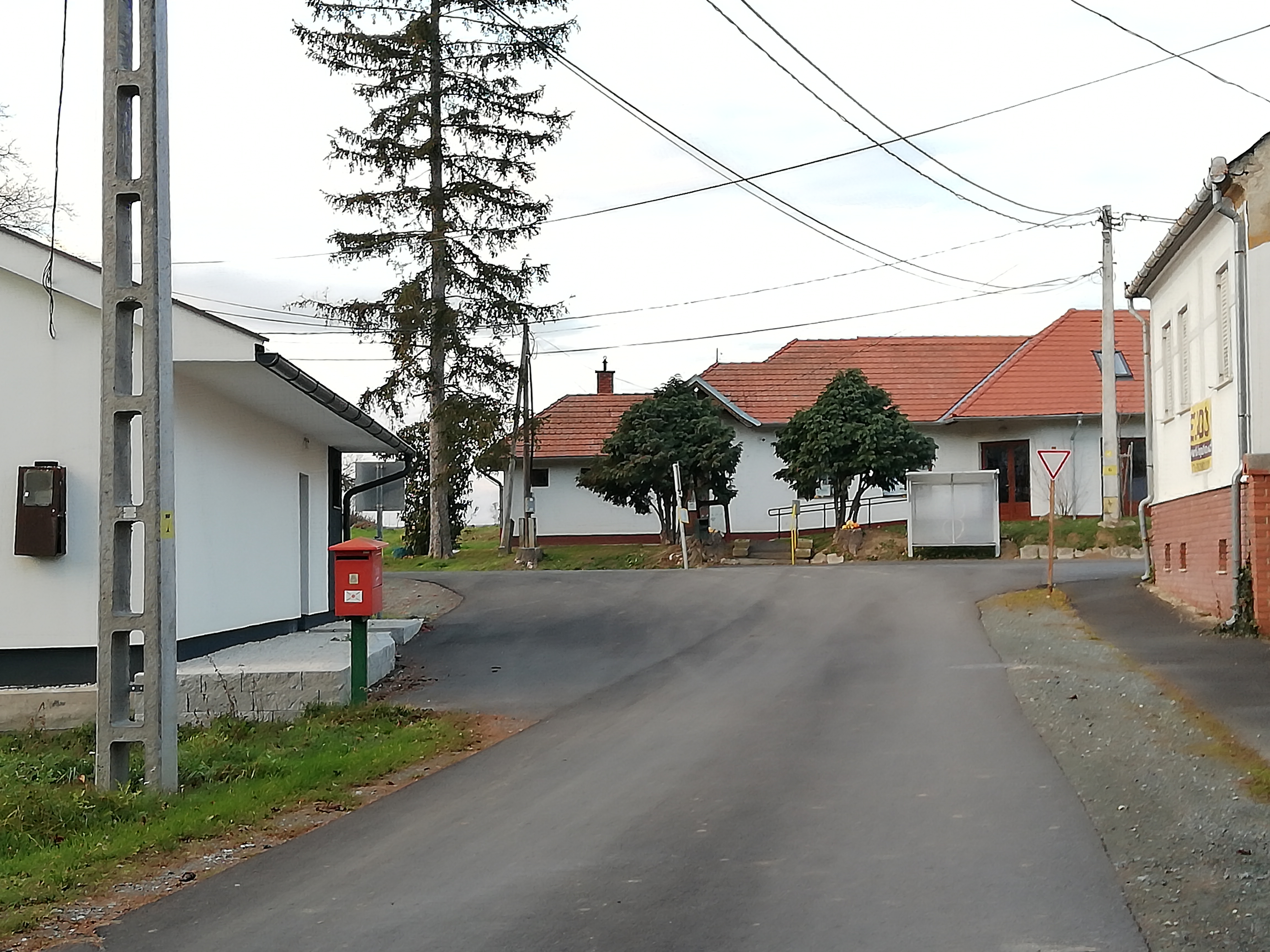
A 8624-es út kiszsidányi elágazása a falu felől nézve
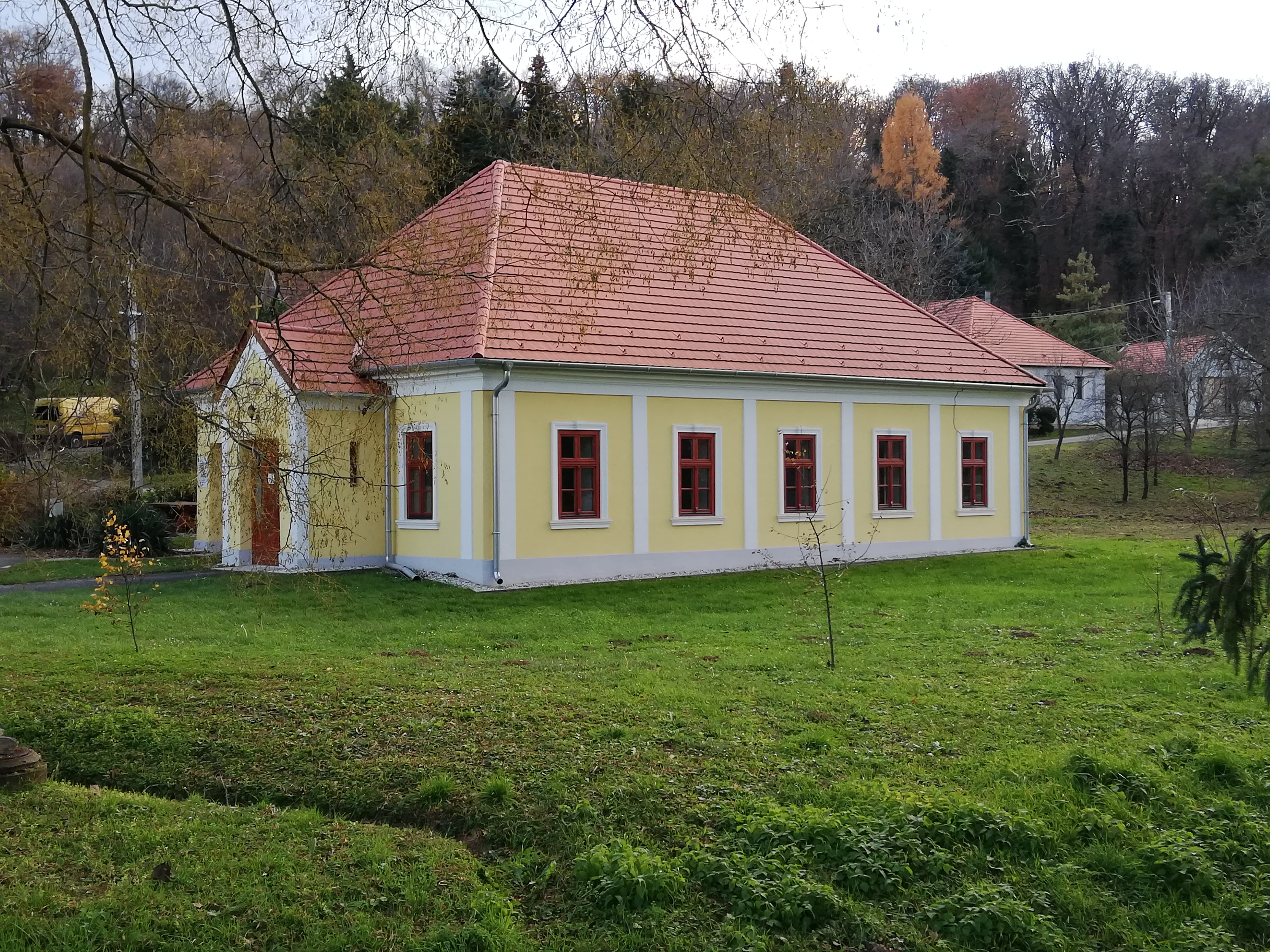
Evangélikus imaház
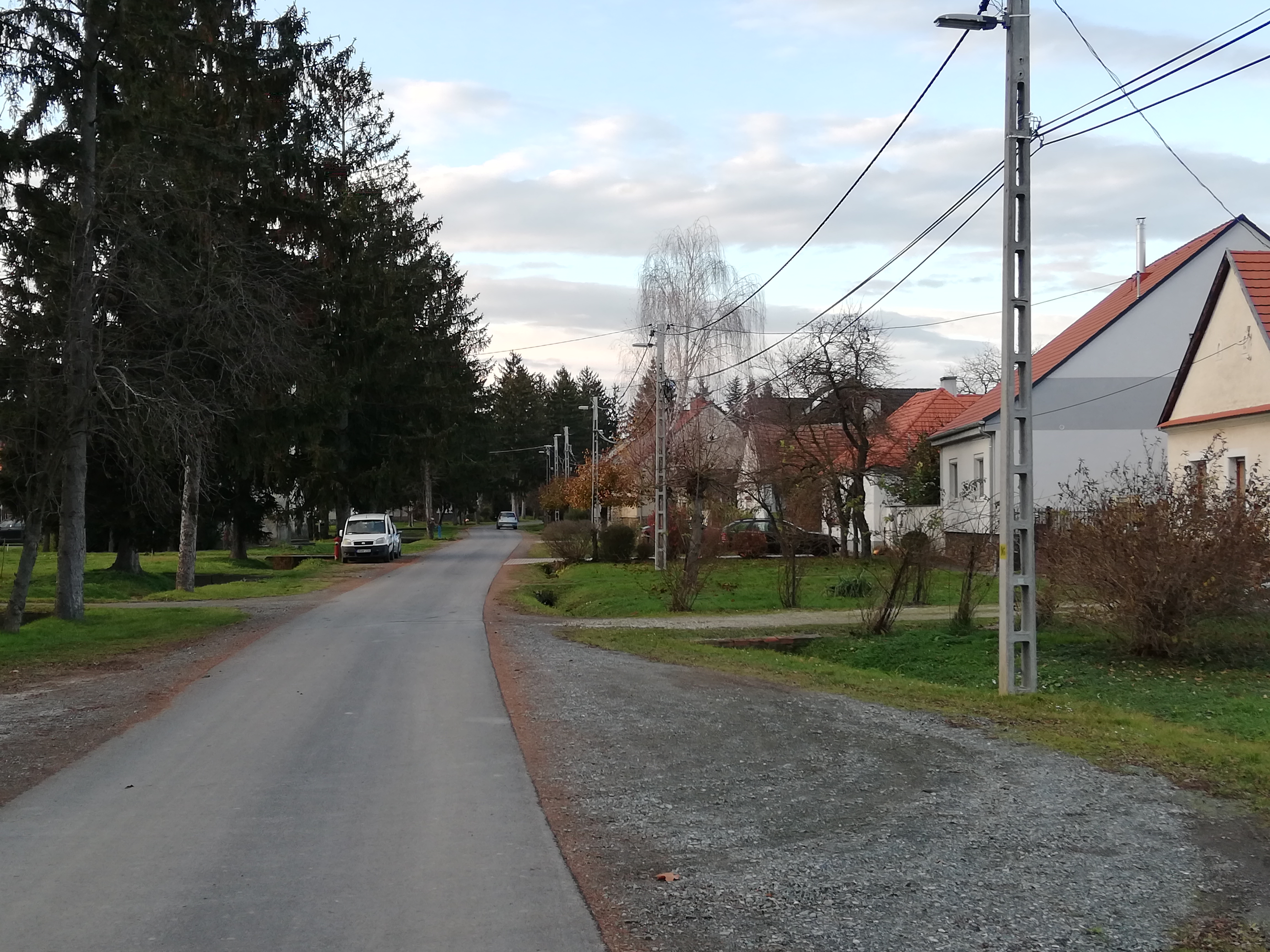
Kiszsidányi utcakép
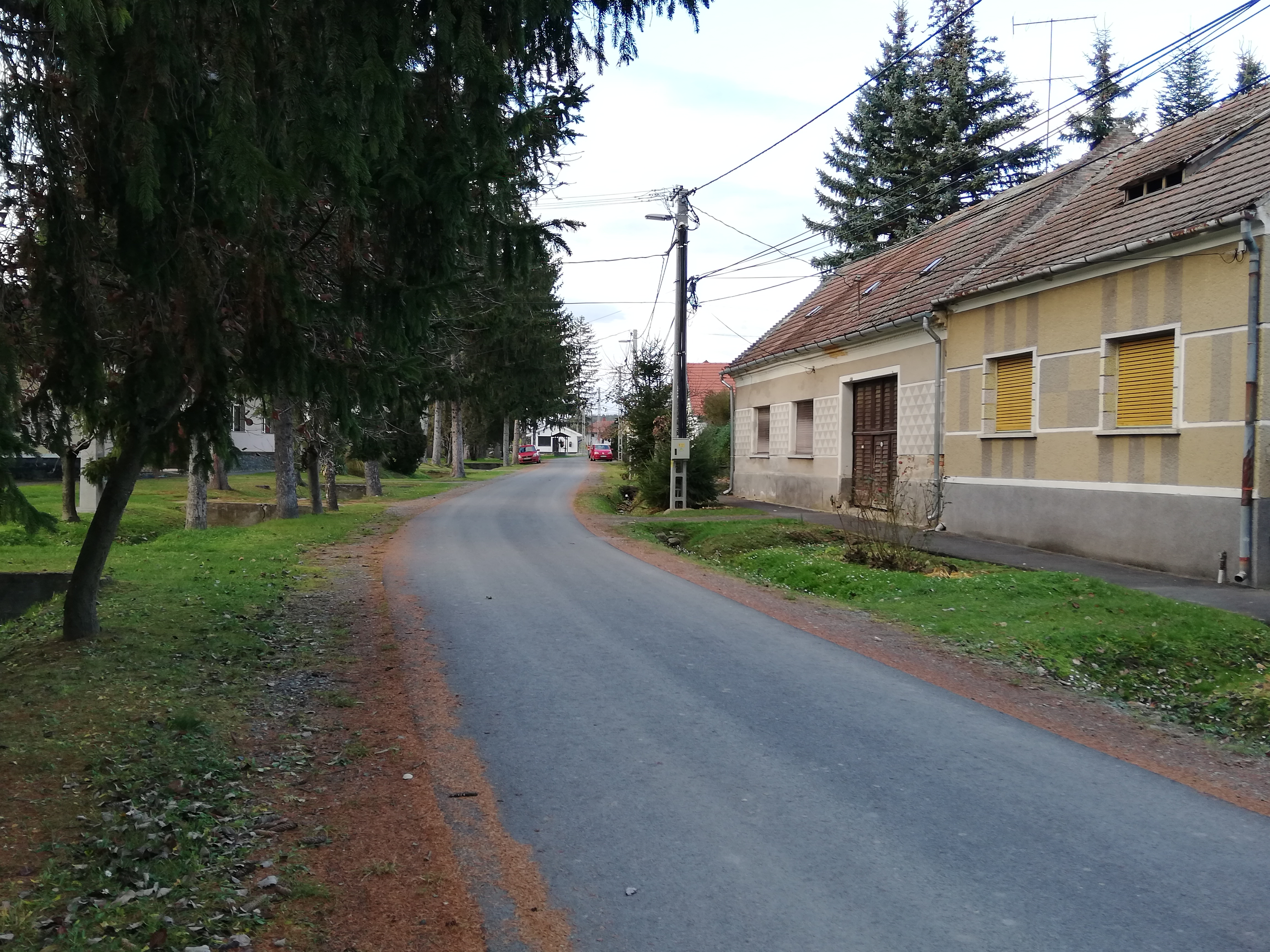
Kiszsidányi utcakép
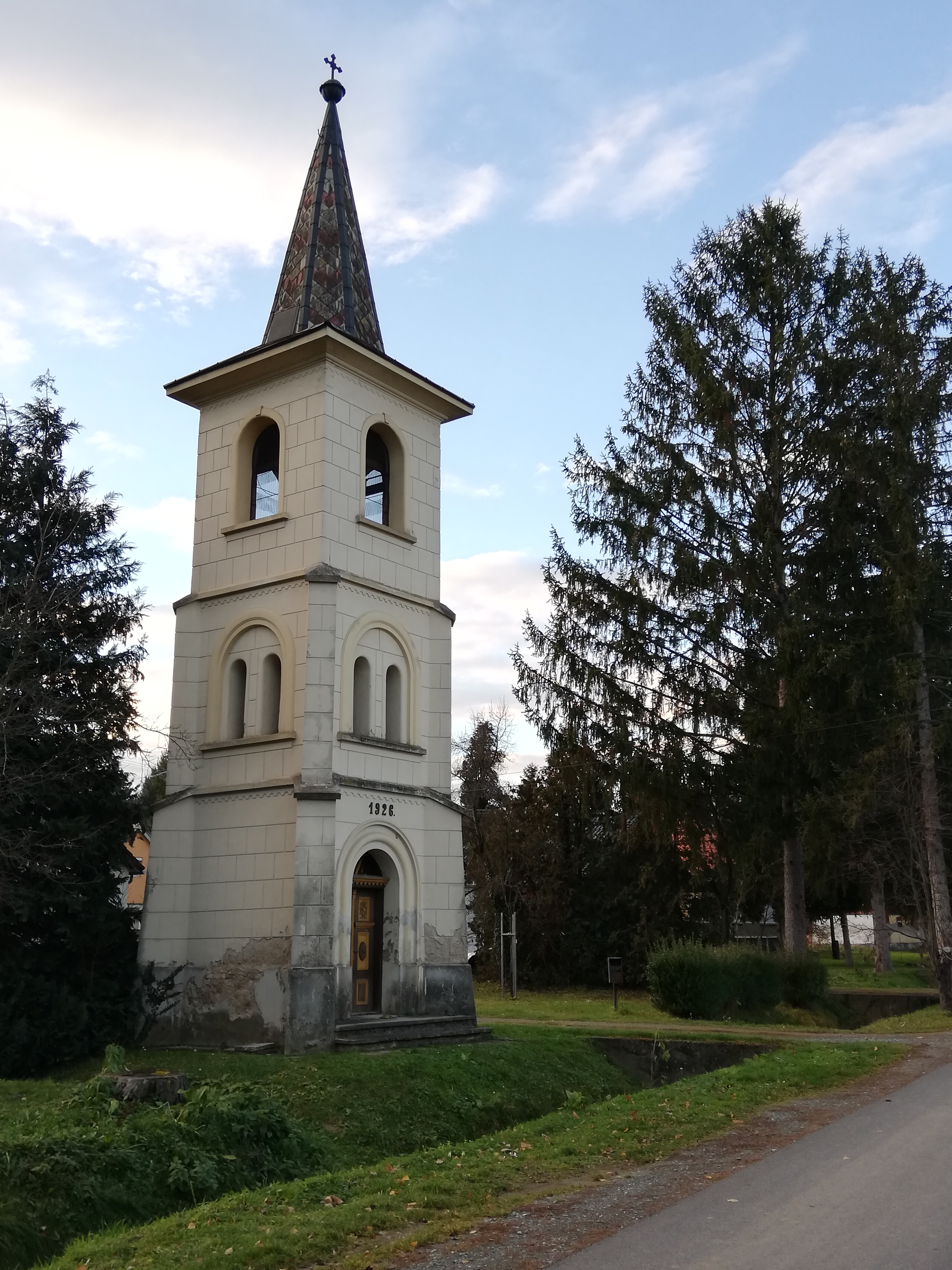
Evangélikus harangtorony
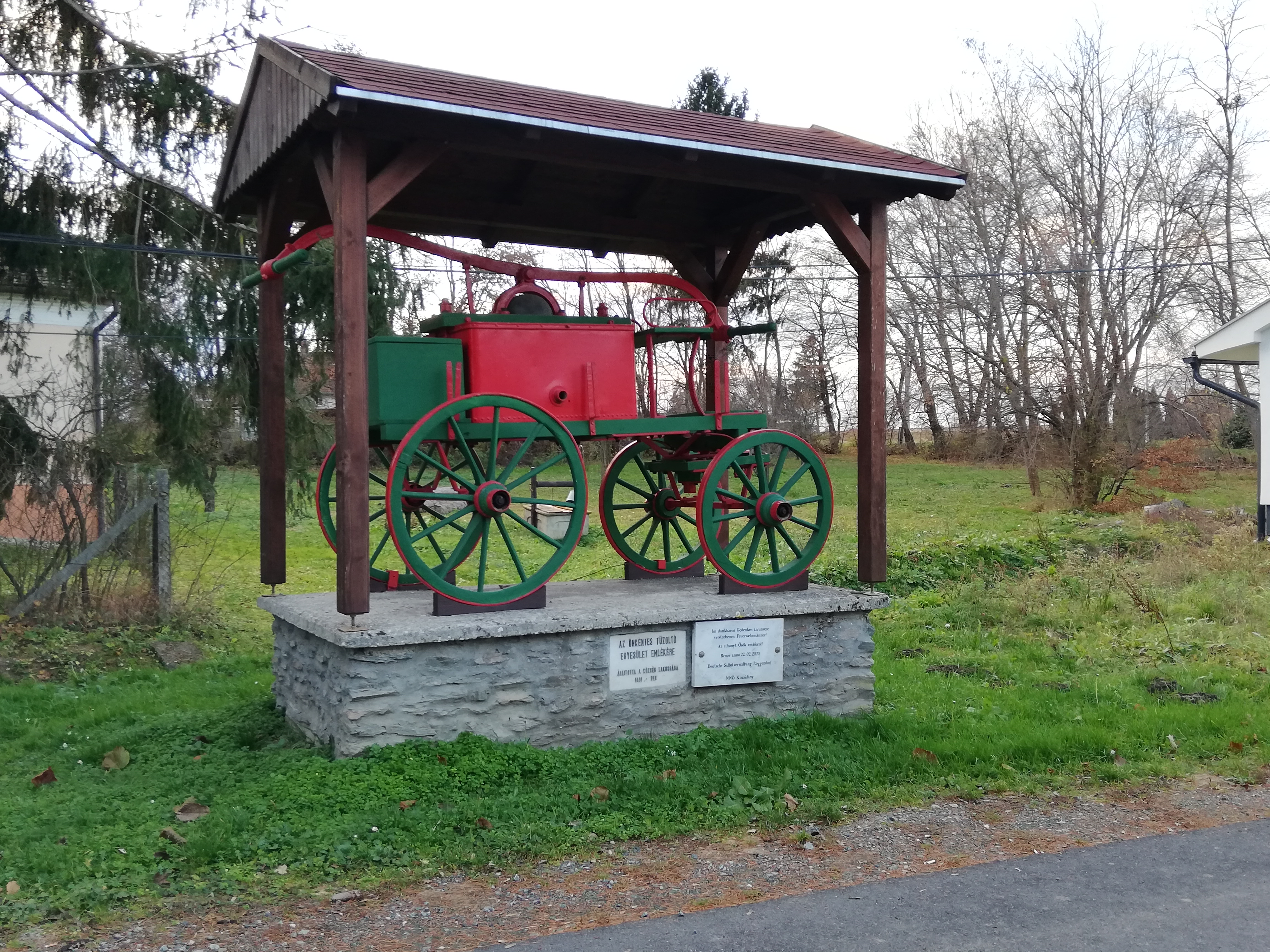
Régi tűzoltókocsi a falu északi szélén